# Bruno Vailati

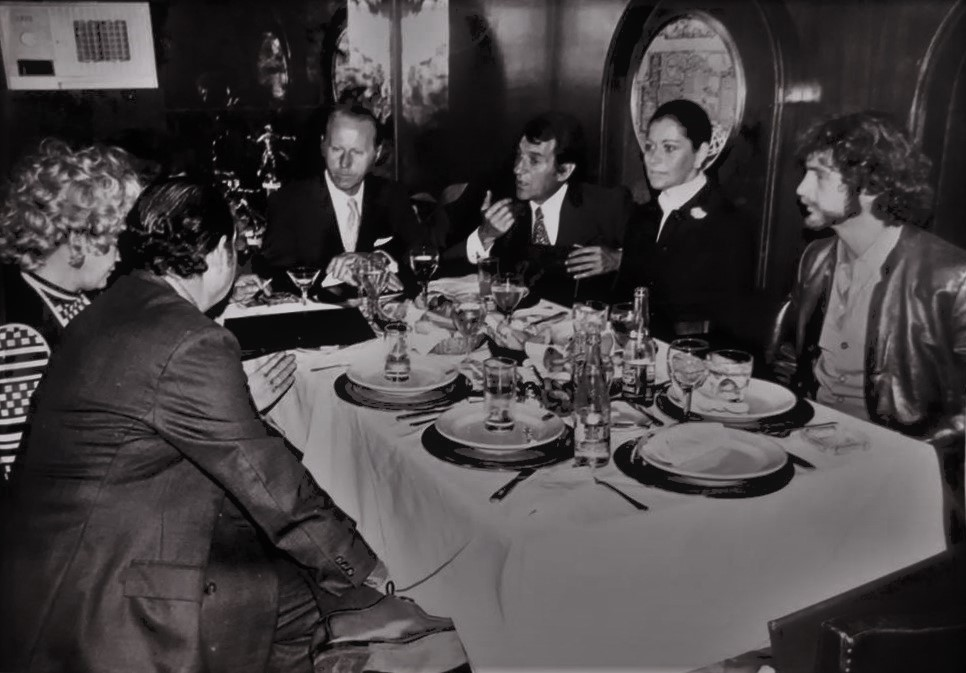
Bruno Vailati mit Ramón Bravo, Jacques Cousteau, Philippe Cousteau und Thor Heyerdahl

Bruno Vailati (* 2. September 1919 in Alexandria, Ägypten; † 26. Februar 1990 in Rom, Italien) war ein italienischer Regisseur, Drehbuchautor, Produzent und Dokumentarfilmer.

## Leben
Nach dem Abschluss des Studiums der Rechts- und Sozialwissenschaften in Rom trat er im September 1943 dem Widerstand bei und verteilte Waffen in der Bevölkerung.
Nach dem Krieg wurde Bruno Vailati Filmemacher. 1954 schrieb er das Drehbuch zum Dokumentarfilm Der sechste Kontinent über eine Tauchexpedition zum Roten Meer. 1958 war er Produzent des Abenteuerfilms Herkules und die Königin der Amazonen mit Steve Reeves. 1959 produzierte er den Abenteuerfilm Schlacht von Marathon von Jacques Tourneur, 1960 schrieb er das Drehbuch zu Arthur Lubins Film Der Gauner von Bagdad mit Edy Vessel und wiederum Reeves. 1963 drehte er zusammen mit Charles Frend den Kriegsfilm Treffpunkt Tanger mit James Mason, Lilli Palmer und Alberto Lupo. 1966 sendete das ZDF seine dreizehnteilige Dokumentarreihe Die Eroberung des Meeres. 1975 strahlte das ZDF seine fünfteilige Fernsehreihe Die Entdeckung der Meere aus. 1976 kam seine Dokumentation Menschen und Haie in die Kinos. Im selben Jahr drehte er die Miniserie Die Männer der Naumachos (eine Co-Produktion zwischen der DDR und Italien) mit Mario Adorf, die erstmals 1986 im Fernsehen der DDR ausgestrahlt wurde.
In den 1980er-Jahren war Vailati ein aktiver Umweltschützer, der sich für Naturschutzinitiativen in den Bergregionen der Monti Simbruini einsetzte. Ihm zu Ehren benannte die Gemeinde von Campaegli einen Naturpfad.
Bruno Vailati starb am 26. Februar 1990 an Krebs.

## Auszeichnungen
1970 erhielt Vailati den Spezialpreis bei den David-di-Donatello-Awards für seine Dokumentation M.S. Andrea Doria, in der es über eine US-amerikanisch/italienische Tauchexpedition zum Wrack des Passagierschiffs Andrea Doria im Jahre 1968 geht.

## Filmografie

### Regisseur und Drehbuchautor
- 1959: Schlacht von Marathon (La battaglia di Maratona), in Zusammenarbeit mit Mario Bava und Jacques Tourneur
- 1961: Der Gauner von Bagdad (Il ladro di Bagdad), in Zusammenarbeit mit Arthur Lubin
- 1963: Treffpunkt Tanger (Beta Som), in Zusammenarbeit mit Charles Frend
- 1964: Die Eroberung des Meeres (L'enciclopedia del mare) (Dokumentarserie)
- 1970: M.S. Andrea Doria (Andrea Doria ’74) (Dokumentation)
- 1976: Menschen und Haie (Uomini e squali) (Dokumentation)
- 1977: Die Entdeckung der Meere (Cari mostri del mare) (Dokumentation)
- 1978: Pericolo negli abissi (Dokumentation)

### Drehbuchautor
- 1954: Der sechste Kontinent (Sesto continente) von Folco Quilici
- 1955: Lo svitato von Carlo Lizzani
- 1962: Der goldene Pfeil (L'arciere delle mille e una notte) von Antonio Margheriti

### Produzent
- 1959: Herkules und die Königin der Amazonen (Ercole e la regina di Lidia) von Pietro Francisci
- 1959: Schlacht von Marathon (La battaglia di Maratona) von Jacques Tourneur und Mario Bava
- 1959: Caltiki – Rätsel des Grauens (Caltiki il mostro immortale) von Riccardo Freda